# Jolanta Szuba
Jolanta Szuba (ur. 2 czerwca 1956 w Warszawie) – polska lekkoatletka, wieloboistka, mistrzyni i reprezentantka Polski.

## Kariera sportowa
Była zawodniczką Śląska Wrocław, AZS Katowice i Górnika Zabrze.
Na mistrzostwach Polski seniorów na otwartym stadionie zdobyła trzy medale w pięcioboju: złoty w 1975, srebrny w 1974 i brązowy w 1977. W halowych mistrzostwach Polski seniorów wywalczyła również trzy medale: złoty w pięcioboju w 1975, brązowe w pięcioboju w 1974 i 1981.
Reprezentowała Polskę na zawodach Pucharze Europy w wielobojach. W 1975 zajęła 11. miejsce w półfinale, z wynikiem 3909 i 20. miejsce w finale, z wynikiem 3928, w 1979 była 20 w półfinale, z wynikiem 3813.
Rekord życiowy w pięcioboju: 4094 ((17.06.1975), w siedmioboju: 5046 (31.08.1980), według tabel obowiązujących od 1985, w biegu na 100 m ppł: 14,1 (17.06.1975).